# ناصر المحمد الأحمد الصباح
الشيخ ناصر المحمد الأحمد الصباح (مواليد 22 ديسمبر 1940) سياسي كويتي ، رئيس مجلس الوزراء الأسبق، خلال الفترة 7 فبراير 2006 إلى 30 نوفمبر 2011. وهو الابن الثاني للشيخ محمد الأحمد الجابر الصباح وزير الدفاع الأسبق من زوجته نسيمة بنت طالب النقيب.

## دراسته وخبراته
تلقى تعليمه بالمرحلة الابتدائية والمرحلة المتوسطة في مدارس الكويت بينما أكمل دراسته بعد ذلك خارج الكويت.
حصل على العديد من الشهادات العلمية:
- شهادة التعليم العامة من المملكة المتحدة.
- شهادة الدبلوم العليا في اللغة الفرنسية.
- متابعة الدراسة في العلوم السياسية والاقتصاد - جامعة جنيف بسويسرا.

## حياته العملية
- بتاريخ 15 أغسطس 1964 عُين سكرتير ثالث في وزارة الخارجية، وبتاريخ 2 أكتوبر 1964 التحق بالوفد الدائم الوفد الدائم لدولة الكويت لدى الأمم المتحدة في نيويورك.
- بتاريخ 1 يونيو 1965 نقل إلى الديوان العام بوزارة الخارجية، وبتاريخ 2 ديسمبر هذا العام عين سفيراً فوق العادة وزيراً مفوضاً بوزارة الخارجية.
- بتاريخ 16 ديسمبر 1965 عُين أول مندوب دائم لدولة الكويت في المكتب الأوروبي والمكتب الدائم لهيئة الأمم المتحدة في جنيف بالإتحاد السويسري.
- وفي يونيو 1966 أصبح أول قنصل عام لدولة الكويت لدى الإتحاد السويسري.
- بتاريخ 6 أكتوبر 1968 عين سفيراً فوق العادة مفوضاً لدى إيران، وبعام 1971 عين سفيراً محالاً لدى أفغانستان بالإضافة إلى كونه سفيراً لدى إيران. وما بين الأعوام 1975 إلى 1979 أصبح عميداً للسلك الدبلوماسي في إيران.
- وبتاريخ 22 مايو 1979 نقل إلى الديوان العام بوزارة الخارجية.
- وفي عام 1979 عين وكيلاً لوزارة الإعلام.
- وبتاريخ 3 مارس 1985 عين وزيراً للإعلام.
- وبتاريخ 26 يناير 1988 عين وزيراً للشؤون الاجتماعية والعمل.
- بتاريخ 20 يونيو 1990 عين وزير دولة للشؤون الخارجية، وهي كانت فترة من أصعب الفترات بتاريخ الكويت حيث إنها ضمت فترة الغزو العراقي للكويت، وقد أشرف خلال أشهر الغزو على الإعلام الكويتي، حيث قام بتشغيل أول إذاعة كويتية في المنفى والتي كانت تبث من مدينة الخفجي بالسعودية وكان أول صوت كويتي يذيع عبارة "هنا الكويت"، كما إنه كان صاحب قرار إصدار جريدة «صوت الكويت» اليومية الناطقة باسم الشعب الكويتي. كما إنه قام بتمثيل سمو الأمير الراحل الشيخ جابر الأحمد الصباح في عدد من المناسبات الدولية، كما كان مبعوث منه إلى عدد من قادة وزعماء دول العالم. وقد تولى هذا المنصب حتى تاريخ 20 أبريل 1991 حيث خرج تم تشكيل حكومة جديدة وخرج منها.
- بتاريخ 10 سبتمبر 1991 أصدر سمو الأمير الراحل الشيخ جابر الأحمد الصباح مرسوماً بتعيينه وزيراً لشؤون الديوان الأميري.

## رئاسة الوزراء
- بتاريخ 7 فبراير 2006 أصدر صاحب السمو أمير البلاد الشيخ صباح الأحمد الجابر الصباح أمراً أميرياً بتعيينه رئيساً لمجلس الوزراء، كما أصدر سمو أمير البلاد بتاريخ 7 فبراير 2006 أمراً أميرياً بمنحه لقب سمو. وفي مايو 2006 قدم له ثلاثة من أعضاء مجلس الأمة استجواباً بسبب قضية تعديل الدوائر الانتخابية، ويعتبر هو أول رئيس وزراء بالكويت يقدم إليه استجواب، لكن لم يتم مناقشة الاستجواب بسبب حل المجلس. وفي 1 يوليو 2006 استقالت الحكومة برئاسته عملاً بالمادة 57 من الدستور والتي تنص على تشكيل حكومة جديدة بعد الانتخابات البرلمانية حيث صدر أمر أميري بقبول استقالة رئيس مجلس الوزراء الوزراء واستمرار كل منهم بتصريف العاجل من شؤون منصبه لحين تشكيل الحكومة الجديدة.
- وفي 2 يوليو 2006 صدر أمر أميري بتعينه رئيساً لمجلس الوزراء وتكليفه بترشيح أعضاء الحكومة الجديدة واستقالت الحكومة برئاسته في 4 مارس 2007 حيث صدر أمر أميري بقبول استقالة رئيس مجلس الوزراء الوزراء واستمرار كل منهم بتصريف العاجل من شؤون منصبه لحين تشكيل الحكومة.
- وفي 6 مارس 2007 صدر أمر أميري بتعينه رئيساً لمجلس الوزراء وتكليفه بترشيح أعضاء الحكومة الجديدة وتشكلت الحكومة الثالثة برئاسته في 25 مارس 2007 وبسبب الخلافات مع مجلس الأمة تم حل المجلس في 19 مارس 2008 وإجراء انتخابات جديدة وفي 19 مايو 2008 استقالت الحكومة برئاسته عملاً بالمادة 57 من الدستور والتي تنص على تشكيل حكومة جديدة بعد الانتخابات البرلمانية حيث صدر أمر أميري بقبول استقالة رئيس مجلس الوزراء الوزراء واستمرار كل منهم بتصريف العاجل من شؤون منصبه لحين تشكيل الحكومة الجديدة.
- وفي 20 مايو 2008 صدر أمر أميري بتعينه رئيساً لمجلس الوزراء وتكليفه بترشيح أعضاء الحكومة الجديدة وتشكلت الحكومة الرابعة برئاسته في 28 مايو 2008 وقد واجه بهذا المجلس مشاكل كثيرة، حيث قدم إليه في نوفمبر 2008 استجواب على خلفية دخول رجل دين إيراني إلى الكويت على الرغم من وجود اسمه على قوائم المنع، وقد أدى هذا الاستجواب إلى استقاله الحكومة في تاريخ 14 ديسمبر 2008 حيث صدر أمر أميري بقبول استقالة رئيس مجلس الوزراء الوزراء واستمرار كل منهم بتصريف العاجل من شؤون منصبه لحين تشكيل الحكومة الجديدة.
- وفي 17 ديسمبر 2008 صدر أمر أميري بتعينه رئيساً لمجلس الوزراء وتكليفه بترشيح أعضاء الحكومة الجديدة وتشكلت الحكومة الخامسة برئاسته في 12 يناير 2009، إلا إن الحكومة لم تبق كثيرًا حيث قدم إليه 3 استجوابات بوقت واحد بقضايا مختلفة، فأدى ذلك إلى قيام سمو أمير البلاد بحل مجلس الأمة والدعوة لانتخابات جديدة واستقالت الحكومة برئاسته بتاريخ 16 مارس 2009 حيث صدر أمر أميري بقبول استقالة رئيس مجلس الوزراء الوزراء واستمرار كل منهم بتصريف العاجل من شؤون منصبه لحين تشكيل الحكومة الجديدة.
- وفي 20 مايو 2009 صدر أمر أميري بتعينه رئيساً لمجلس الوزراء وتكليفه بترشيح أعضاء الحكومة الجديدة وتشكلت الحكومة السادسة برئاسته في 29 مايو 2009. وفي 15 نوفمبر 2009 تقدم النائب فيصل المسلم طلب لاستجوابه وذلك بتهمة ارتكاب تجاوزات مالية وهدر أموال عامة تقدر بعشرات ملايين الدولارات خلال الحملة الانتخابية التي سبقت انتخابات عام 2008[1]، وقد نوقش الاستجواب في جلسة المجلس المنعقدة في 8 ديسمبر 2009، وقد تحولت الجلسة إلى سرية بناء على طلب الحكومة وموافقة المجلس[2]، وكان بذلك أول رئيس وزراء في الكويت يستجوب.[2] وقد قدم عشرة أعضاء بطلب عدم التعاون معه بعد نهاية الاستجواب[2][3]، ونوقش طلب عدم التعاون في جلسة يوم 16 ديسمبر 2009، وكانت النتيجة سقوط طلب عدم التعاون وتجديد الثقة فيه وذلك بأغلبية كبيرة، حيث رفض الاستجواب 35 نائب من أصل أعضاء البرلمان، بينما وافق عليه 13 نائب، وامتنع عن التصويت نائب واحد[4][5]، وقد قدمت حكومته السادسة استقالتها في 31 مارس 2011 [6] وذلك بعد تقديم ثلاث استجوابات للشيخ الدكتور محمد صباح السالم الصباح نائب رئيس مجلس الوزراء وزير الخارجية والشيخ أحمد فهد الأحمد الصباح نائب رئيس مجلس الوزراء للشؤون الاقتصادية وزير الدولة لشؤون الإسكان وزير الدولة لشؤون التنمية والشيخ أحمد عبدالله الأحمد الصباح وزير الإعلام ووزير النفط حيث صدر أمر أميري بقبول استقالة رئيس مجلس الوزراء الوزراء واستمرار كل منهم بتصريف العاجل من شؤون منصبه لحين تشكيل الحكومة الجديدة.
- وفي 5 أبريل 2011 صدر أمر أميري بتعينه رئيساً لمجلس الوزراء وتكليفه بترشيح أعضاء الحكومة الجديدة [7] وتشكلت الحكومته السابعة برئاسته في 8 مايو 2011.[8] إلا إن حكومته استقالت في 28 نوفمبر 2011 وذلك استجابةً لمطالبة المحتجين ونواب المعارضة المتزايدة له بالتنحي[9]، حيث أصدر صاحب السمو الشيخ صباح الأحمد الجابر الصباح أمير دولة الكويت أمر أميري بقبول استقالة الشيخ ناصر المحمد رئيس مجلس الوزراء والوزراء على أن يستمر كل منهم في تصريف العاجل من شؤون منصبه لحين تشكيل الحكومة الجديدة وفي 30 نوفمبر 2011 أنتهت مهام الشيخ ناصر المحمد بصفته رئيساً لمجلس الوزراء بعد أن صدر في نفس اليوم أمر أميري بتعين الشيخ جابر مبارك الحمد الصباح رئيساً لمجلس الوزراء خلفاً له وتكليفه بترشح أعضاء الحكومة الجديدة.[10]

### الحكومات التي ترأسها الشيخ ناصر المحمد
|   | الحكومة                            | بداية الفترة  | نهاية الفترة   |
| - | ---------------------------------- | ------------- | -------------- |
| 1 | مجلس الوزراء الكويتي (فبراير 2006) | 9 فبراير 2006 | 1 يوليو 2006   |
| 2 | مجلس الوزراء الكويتي (يوليو 2006)  | 10 يوليو 2006 | 4 مارس 2007    |
| 3 | مجلس الوزراء الكويتي 2007          | 25 مارس 2007  | 19 مايو 2008   |
| 4 | مجلس الوزراء الكويتي 2008          | 28 مايو 2008  | 14 ديسمبر 2008 |
| 5 | مجلس الوزراء الكويتي (يناير 2009)  | 12 يناير 2009 | 16 مارس 2009   |
| 6 | مجلس الوزراء الكويتي (مايو 2009)   | 29 مايو 2009  | 31 مارس 2011   |
| 7 | مجلس الوزراء الكويتي (مايو 2011)   | 8 مايو 2011   | 28 نوفمبر 2011 |

## أعماله غير السياسية
- الرئاسة الفخرية لجمعية هواة السيارات التاريخية.
- الرئاسة الفخرية للنادي الكويتي الرياضي للسيارات والدراجات النارية.
- الرئاسة الفخرية لمتحف السيارات التاريخية.
- عضوية العديد من جمعيات الصداقة الكويتية الدولية.

## الأوسمة والتكريمات التي حصل عليها
- وسام الإمبراطورية الفارسية من الدرجة الأولى من شاه إيران محمد رضا بهلوي في نوفمبر 1968.
- وسام الفارس من عمدة باريس جاك شيراك في عام 1984.
- وسام الأرجنتين من الدرجة الأولى من الرئيس كارلوس منعم في 15 أغسطس 1993.
- وسام الفارس من الدرجة الأولى من رئيس السنغال عبدو ضيوف في تاريخ 17 أكتوبر 1994.
- شهادة تقدير من الدرجة الممتازة من منظمة المؤتمر الإسلامي في 3 نوفمبر 1996.
- الوسام الأكبر من طبقة أسد فنلندا من رئيس جمهورية فنلندا مارتي أهتيساري 16 سبتمبر 1997.
- وسام الزنبقة الفضية من عميد مدينة فلورنسا الإيطالية بتاريخ 15 نوفمبر 2005 وذلك في احتفالات ذكرى تأسيس جمعية الصداقة الكويتية - الإيطالية.
- وسام جوقة الشرف برتبة ضابط كبير من الدرجة الأولى من رئيس جمهورية فرنسا جاك شيراك وذلك في تاريخ 12 سبتمبر 2006.
- وسام الاستحقاق من أمير دولة قطر الشيخ حمد بن خليفة آل ثاني بتاريخ 28 يناير 2007.
- وسام الاتحاد من رئيس دولة الإمارات العربية المتحدة الشيخ خليفة بن زايد بن سلطان آل نهيان بتاريخ 29 يناير 2007.
- الوسام الأكبر من نيشان الاستحقاق الوطني من رئيس جمهورية السنغال عبد الله واد في 9 أبريل 2007.
- وسام الاستحقاق من الدرجة الأولى من فخامة رئيس جمهورية إندونيسيا سوسيلو بانبانغ يودهونو بتاريخ 30 مايو 2007.
- نسخة من مفتاح مدينة تيرانا بجمهورية ألبانيا بمناسبة زيارته الرسمية بتاريخ 13 ديسمبر 2007.
- وشاح أمر الاستحقاق المدني من الملك خوان كارلوس الأول ملك إسبانيا بتاريخ 27 مايو 2008.
- ميدالية الرئيس من جامعة جورج واشنطن في تاريخ 19 سبتمبر 2008 وذلك تكريمًا لمسيرته في خدمة بلده وأبناء شعبه.
- وسام جوقة الشرف برتبة ضابط كبير من رئيس جمهورية بنين يايي بوني وذلك في 16 يوليو 2009.
- وسام جوقة الشرف برتبة كومندور من رئيس جمهورية جيبوتي إسماعيل عمر جيله في 19 يوليو 2009.
- وسام مملكة سوازيلند من الدرجة الأولى من ملك سوازيلند مسواتي الثالث في 23 يوليو 2009.[11]
- وسام الاستحقاق الوطني الأكبر من رئيس فرنسا نيكولا ساركوزي في 16 أبريل 2010.[12]
- مفتاح مدينة سانتياغو بجمهورية تشيلي من عمدة المدينة تقديرا لدوره في توطيد العلاقات التشيلية الكويتية في 26 يوليو 2010.[13]
- وسام المواطنة الفخرية لمدينة تيرانا من رئيس بلدية تيرانا بجمهورية ألبانيا السيد لولزيم باشا في 26 نوفمبر 2011.[14]
- درجة الدكتوراه الفخرية من جامعة روما تور فيرغاتا في مجال النظم القانونية المقارنة والعلاقات الدولية في 22 مايو 2014.[15]
- وسام سيغيلوم ماغنوم من جامعة بولونيا وهو أرفع وسام أكاديمي في 23 مايو 2014.[16]

## حياته العائلية
تزوج من الشيخة شهرزاد الحمود الجابر الصباح، وأنجبا:
- الشيخ صباح (وكيل الديوان الأميري لشؤون الأسرة الحاكمة).
- الشيخ أحمد (نائب رئيس مجلس الوزراء ووزير الخارجية السابق).